# Jezična papila
Jezične papile so različno oblikovana izbočenja sluznice na hrbtišču jezika.

## Vrste
Po obliki in funkciji jih razdelimo v štiri vrste:
- Nitaste papile so najštevilnejše. Nahajajo se po vsej hrbtni površini jezika. Ne vsebujejo okušalnih brbončic. Pokriva jih večskladni ploščati epitelij, ki je poroženel. Ker nimajo brbončic, se iz njih v možgane prenašajo le informacije o mehanskih dražljajih.
- Gobaste so največje in se nahajajo na robovih jezika, predvsem na sprednjih dveh tretjinah. Vsebujejo malo okušalnih brbončic (na eni papili se nahajajo povprečno 2 ali 3 brbončice). Pokriva jih večskladni ploščati epitelij, ki pa ne poroženeva.
- Otočkaste se nahajajo na področju terminalnega sulkusa in vsebujejo okušalne brbončice. Pokriva jih enak epitelij kot gobaste. Na človeškem jeziku jih je okoli 12 na zadnji tretjini hbtne pobršine jezika. So veliko večje od gobastih papil in vsebujejo vsaka po okoli 100 brbončic.
- Listaste imajo obliko zaporedno ležečih gubic in so najbolj redke. Nahajajo se ob robovih zgornje strani zadnje tretjine jezika. Vsebujejo okušalne brbončice. Epitelij je enak kot pri otočkastih in gobastih papilah. Vsaka listasta papila vsebuje okoli 50 brbončic.

- Nitasta papila.
- Gobasta papila.
- Otočkasta papila.
- Listasta papila.